# Trillion
Das Wort Trillion (Abkürzung: Trill.) ist das Zahlwort für die Zahl 1.000.000.000.000.000.000 = 1018, also die dritte Potenz von einer Million, daher die Vorsilbe tri. 1.000 Trillionen ergeben eine Trilliarde.

## Fremdsprachen
Eine Trillion (dt.) entspricht in US-amerikanischer Sprache der "quintillion". Das amerikanische trillion hingegen entspricht der deutschen Billion.
Im Britischen Englisch wird es aufgrund des amerikanischen Einflusses sowohl für 1012 als auch traditionell für 1018 gebraucht (siehe Lange und kurze Skala). Daher ist bei Übersetzungen aus dem Englischen Vorsicht angebracht.

## Mathematisches

### Teiler
Die Faktorisierung der Trillion in die beiden Teiler der 10 ist {\displaystyle 2^{18}\cdot 5^{18}}. Daraus ergeben sich {\displaystyle (18+1)\cdot (18+1)=361} Möglichkeiten, eine Zweierpotenz ({\displaystyle 2^{0}} bis {\displaystyle 2^{18}}) mit einer Potenz von fünf ({\displaystyle 5^{0}} bis {\displaystyle 5^{18}}) zu multiplizieren. Die Zahl 1.000.000.000.000.000.000 hat damit genau 361 Teiler.

## Vorsätze für Maßeinheiten
Bezieht man sich auf Maßeinheiten, dann bezeichnet man das Trillionenfache der Maßeinheit mit dem Präfix Exa (abgekürzt: E), wohingegen der trillionste Teil (10−18) mit Atto (abgekürzt: a) bezeichnet wird.